# Estrattore di fumi

Sequenza animata che illustra il funzionamento di un estrattore di fumi.

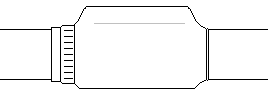
Un estrattore di fumi.

Un estrattore di fumi è un dispositivo che rimuove gas permanenti e residui aerodispersi dalla canna del cannone di un veicolo da combattimento dopo aver sparato, in particolare in carri e in artiglierie semoventi. Creando una differenza di pressione nella canna dopo che il proiettile esce, l'estrattore di fumi provoca la fuoriuscita della maggior parte dei gas propellenti e dei residui della combustione attraverso la volata. Così, quando la culatta si apre per ricaricare, questi gas e residui non invadono il compartimento dell'equipaggio e non mettono a rischio gli addetti al funzionamento del cannone.

## Descrizione

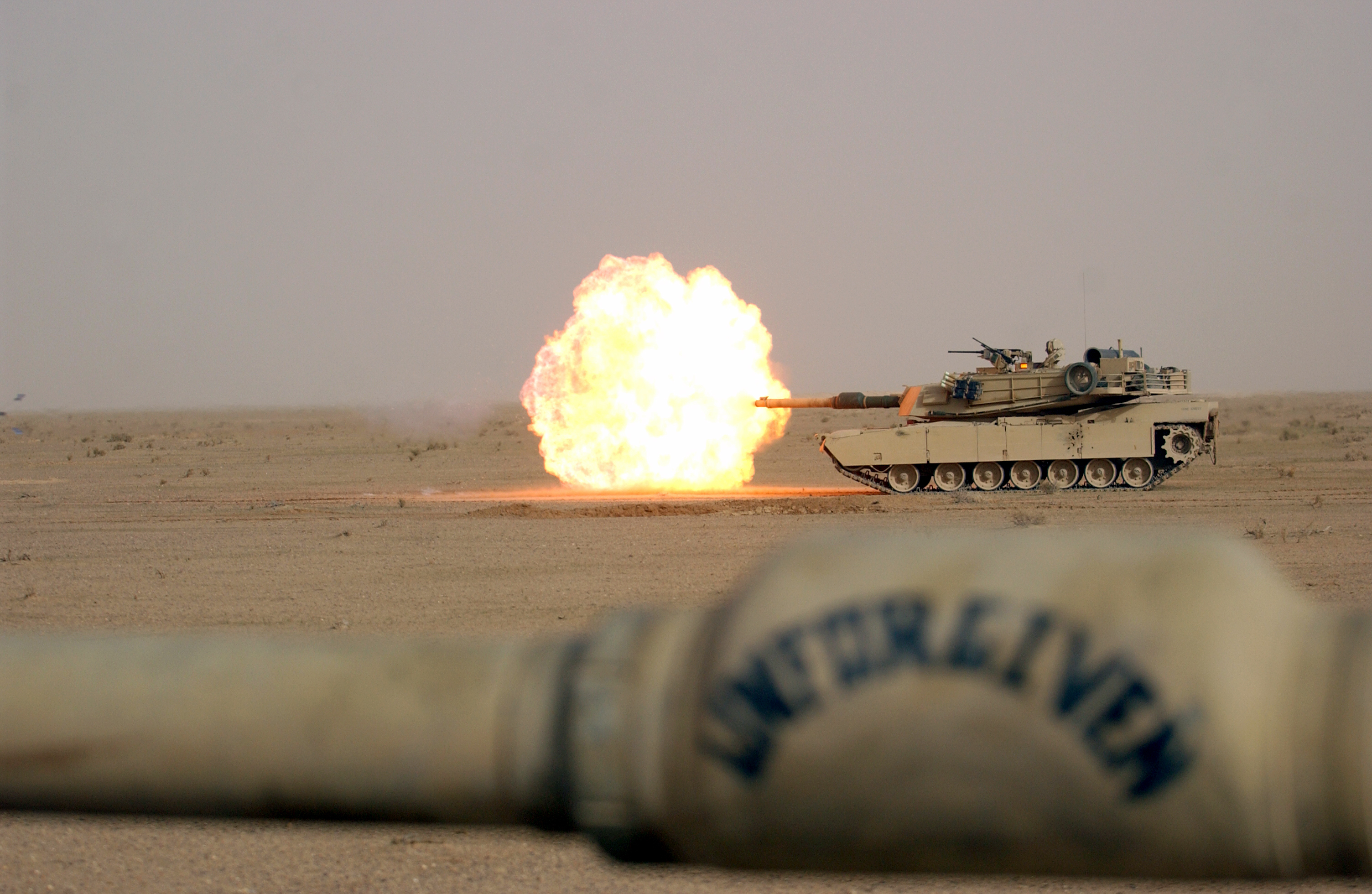
In primo piano, veduta di un estrattore di fumi di un M1 Abrams, mentre sullo sfondo un altro M1 Abrams utilizza il pezzo principale.

L'evacuatore di fumo è un dispositivo passivo che consiste in un anello di fori praticati nella canna, circondato da un serbatoio di pressione cilindrico sigillato sulla superficie della canna. Quando si fa fuoco con un cannone, si crea un'alta pressione dietro al proietto e l'estrattore si riempie di aria ad alta pressione che entra dai fori. Quando il proietto passa oltre i fori, la pressione dietro di esso inizia a cadere, per ritornare rapidamente quasi a livello di quella atmosferica quando il proietto lascia la volata. Durante queste fasi, l'aria accumulatasi ad alta pressione nel serbatoio dell'evacuatore inizia a essere spinta nuovamente nella canna. Poiché i fori sono orientati verso la volata, l'aria spinge i gas esausti verso l'esterno, estraendo i fumi dalla canna.